# Kreis Euskirchen
Der Kreis Euskirchen ist eine Gebietskörperschaft im äußersten Südwesten des Landes Nordrhein-Westfalen mit 202.609 Einwohnern (31. Dezember 2024). Verwaltungssitz ist die namensgebende Kreisstadt Euskirchen.

## Geografie

### Lage
Der Kreis liegt im Südwesten von Nordrhein-Westfalen an der Grenze zu Rheinland-Pfalz und zum Königreich Belgien. Südlich des zu Hellenthal gehörenden Ortsteils Kehr, am Losheimer Landgraben (nicht zu verwechseln mit dem Losheimergraben), liegt der südlichste Punkt Nordrhein-Westfalens.
Im Norden des 1.248,86 km² großen Kreisgebietes befinden sich am südlichen Teil der Kölner Bucht die Zülpicher Börde sowie die Ausläufer der Ville, der der ungefähre Grenzverlauf von Nordwesten in Richtung Südosten folgt. Im Westen verläuft die Grenze entlang der Rureifel bis hinauf zum Zitterwald und entlang des Our-Tales und der Schneifel. Südlich befindet sich das Obere Kylltal sowie die Anfänge des Ahrgebirges und der größte Teil des Münstereifeler Walds.
Das nördliche Kreisgebiet im Bereich der Städte Euskirchen und Zülpich sowie der Gemeinde Weilerswist ist geprägt von großen Flachland-Flächen, die vorwiegend landwirtschaftlich genutzt werden. Der südliche Teil wird durch die Erhebungen der Eifel mit großflächigen Waldgebieten bestimmt, die insgesamt 36,1 % der Gesamtfläche einnehmen.
Der Kreis Euskirchen hat in Nord-Süd-Richtung eine maximale Ausdehnung von 47 km. Der nördlichste Punkt liegt südlich von Brühl im Forst Ville zwischen der Bundesautobahn 553 und der L 194, der südlichste, der zugleich der südlichste des Landes Nordrhein-Westfalen ist, liegt, wie zuvor erwähnt, an der Grenze zu Rheinland-Pfalz auf dem Gebiet der Gemeinde Hellenthal. In Ost-West-Richtung dehnt sich das Kreisgebiet über maximal 42 km aus. Der westlichste Punkt befindet sich in Nähe der Oleftalsperre bei Hellenthal an der Grenze zu Belgien, an der Rocherather Straße, die auf belgischer Seite durch das Gebiet des Truppenübungsplatzes Elsenborn führt. Der östlichste Punkt liegt im Münstereifeler Wald, nahe dem Rheinbacher Ortsteil Todenfeld und der Ortsgemeinde Berg in der Verbandsgemeinde Altenahr.
Der höchste Punkt befindet sich mit 690 m ü. NHN auf dem Weißen Stein bei Udenbreth, der niedrigste mit 108 m ü. NHN bei Burg Kühlseggen in der Gemeinde Weilerswist.

### Gewässer
Knapp 14 km² des Kreises bestehen aus Wasserfläche, was etwa 1,1 % des Gesamtgebietes entspricht. Der größte Teil davon liegt im Gebiet der Eifel. Während die Anzahl von Fließgewässern sehr hoch ist, sind keinerlei natürliche Seen vorhanden.

#### Flüsse und Bäche
Vorwiegend in den Höhenlagen der Eifel sind zahlreiche Quellgebiete von Bächen und Flüssen sowie Wasserscheiden zu finden. Im Kreis Euskirchen entspringen unter anderem die vier wichtigsten, das Kreisgebiet durchfließenden Flüsse Erft, Ahr, Kyll und Urft. Während Erft und Ahr direkt in den Rhein münden, entwässert die Kyll zunächst in die Mosel und die Urft in die Rur, die in die Maas mündet.

#### Seen und Talsperren
Alle nennenswerten Stillgewässer sind künstlich angelegt worden. Die Stauseen entstanden vom Anfang des 20. Jahrhunderts bis in die 1970er Jahre als Talsperren zur Wassergewinnung und Stromerzeugung oder als Hochwasserrückhaltebecken. Die beiden Baggerseen bei Zülpich stammen aus den 1970er Jahren und sind durch den Braunkohle-Tagebau entstanden. Einige der Gewässer sind als Naherholungsgebiet für die Freizeitgestaltung als Bade- oder Wassersportsee ausgelegt.
| Name                                   | Lage                                  | Speicherraum  | Oberfläche | Nutzung                                                                                   |
| -------------------------------------- | ------------------------------------- | ------------- | ---------- | ----------------------------------------------------------------------------------------- |
| Urfttalsperre                          | Schleiden-Gemünd                      | 45,51 Mio. m³ | 230 ha     | Hochwasserschutz Niedrigwasseraufhöhung Energieerzeugung                                  |
| Oleftalsperre                          | Hellenthal                            | 19,3 Mio. m³  | 110 ha     | Hochwasserschutz Niedrigwasseraufhöhung Trink- und Brauchwassergewinnung Energieerzeugung |
| Wassersportsee Zülpich                 | Zülpich                               |               | 085 ha     | Wassersport- und Badesee                                                                  |
| Naturschutzsee Füssenich (Neffelsee)   | Zülpich-Füssenich/Geich               |               | 070 ha     | Naturschutzsee                                                                            |
| Kronenburger See                       | Dahlem-Kronenburg                     | 02,7 Mio. m³  | 027 ha     | Hochwasserschutz Wassersport- und Badesee                                                 |
| Steinbachtalsperre                     | Euskirchen-Kirchheim                  | 1,06 Mio. m³  | 014,6 ha   | Niedrigwasseraufhöhung Brauchwassergewinnung                                              |
| Hochwasserrückhaltebecken Eicherscheid | Bad Münstereifel-Eicherscheid/Schönau | 0,9 Mio. m³   |            | Hochwasserschutz Erholungsgebiet                                                          |
| Freilinger See (Stauanlage Weilerbach) | Blankenheim-Freilingen                | 0,73 Mio. m³  | 009 ha     | Wassersport- und Badesee                                                                  |
| Madbachtalsperre                       | Euskirchen-Kirchheim                  | 68.500 m³     |            | Brauchwassergewinnung                                                                     |

### Kreisgliederung

Kreis Euskirchen mit Städten, Gemeinden und Nachbarkreisen

Der Kreis Euskirchen setzt sich aus fünf Städten und sechs Gemeinden zusammen. Euskirchen und Mechernich gelten als Mittlere kreisangehörige Städte, da ihre Einwohnerzahlen jeweils zwischen 25.000 und 60.000 liegen. Geographisch und topographisch werden Euskirchen, Zülpich und Weilerswist der Kölner Bucht zugerechnet, die restlichen Gemeinden gehören zur Eifel.
| Name             | Einwohner | Fläche      | Einw./km² | Status                         | AGS        |
| ---------------- | --------- | ----------- | --------- | ------------------------------ | ---------- |
| Bad Münstereifel | 018.297   | 0150.83 km² | 121       | kreisangehörige Stadt          | 05 366 004 |
| Blankenheim      | 00.8434   | 0148.62 km² | 057       | kreisangehörige Gemeinde       | 05 366 008 |
| Dahlem           | 00.4416   | 0095.21 km² | 046       | kreisangehörige Gemeinde       | 05 366 012 |
| Euskirchen       | 060.021   | 0139.49 km² | 430       | mittlere kreisangehörige Stadt | 05 366 016 |
| Hellenthal       | 00.7834   | 0137.82 km² | 057       | kreisangehörige Gemeinde       | 05 366 020 |
| Kall             | 011.180   | 0066.07 km² | 169       | kreisangehörige Gemeinde       | 05 366 024 |
| Mechernich       | 029.187   | 0136.48 km² | 214       | mittlere kreisangehörige Stadt | 05 366 028 |
| Nettersheim      | 00.8902   | 0094.35 km² | 094       | kreisangehörige Gemeinde       | 05 366 032 |
| Schleiden        | 013.578   | 0121.67 km² | 112       | kreisangehörige Stadt          | 05 366 036 |
| Weilerswist      | 018.980   | 0057.17 km² | 332       | kreisangehörige Gemeinde       | 05 366 040 |
| Zülpich          | 021.780   | 0101.01 km² | 216       | kreisangehörige Stadt          | 05 366 044 |
|                  | 202.609   | 1248.72 km² | 162       | Kreis Euskirchen               | 05 366     |

(Einwohnerzahlen vom 31. Dezember 2024)

### Nachbarkreise
Der Kreis Euskirchen grenzt an vier Kreise in Nordrhein-Westfalen, drei Landkreise in Rheinland-Pfalz sowie an das Königreich Belgien. Die Gesamtlänge der Kreisgrenze beträgt 290 km.
Er grenzt, im Westen beginnend, an die Städteregion Aachen und an die Kreise Düren, Rhein-Erft-Kreis und Rhein-Sieg-Kreis (alle in Nordrhein-Westfalen) sowie an die Landkreise Ahrweiler, Vulkaneifel und Eifelkreis Bitburg-Prüm, zu dem die gemeinsame Grenze nur rund 1,5 km lang ist (alle in Rheinland-Pfalz). Im Südwesten und Westen befindet sich das Arrondissement Verviers (Provinz Lüttich) in Belgien, zu dem die Grenze über 28 km nahezu vollständig entlang der Bundesstraße 265 verläuft.

## Geschichte

Der Kreis Euskirchen in den Grenzen von 1816 bis 1932

### Der Kreis Euskirchen von 1816 bis 1932
Der Kreis Euskirchen in seiner ursprünglichen Form wurde am 1. Mai 1816 als Kreis Lechenich aus den Bürgermeistereien Enzen, Erp, Euskirchen, Frauenberg, Friesheim, Gymnich, Kommern, Lechenich, Liblar, Lommersum, Nemmenich, Satzvey, Sinzenich, Wachendorf, Weilerswist, Wichterich und Zülpich (heute durch Eingemeindungen Teile der Städte Erftstadt, Euskirchen, Zülpich sowie der Gemeinde Weilerswist) gebildet. Er gehörte zum Regierungsbezirk Cöln, mit dem er zunächst der preußischen Provinz Jülich-Kleve-Berg und ab 1822 der Rheinprovinz zugeordnet war. Am 17. Februar 1827 erfolgte die Umbenennung in „Kreis Euskirchen“ und das Landratsamt wurde von Lechenich nach Euskirchen verlegt.
Durch die Gemeindeordnung für die Rheinprovinz erhielten 1845 alle Orte, die einen eigenen Haushalt führten, den Status einer Gemeinde. Euskirchen und Zülpich erhielten 1856 die Rheinische Städteordnung. Gleichzeitig schied die Gemeinde Billig aus der Bürgermeisterei Euskirchen aus und wechselte zur Bürgermeisterei Wachendorf. Die Gemeinde Bessenich schied aus der Bürgermeisterei Zülpich aus und wechselte zur Bürgermeisterei Nemmenich. Der Kreis Euskirchen umfasste damals eine Fläche von 366 km² und war in 17 Bürgermeistereien mit insgesamt 48 Gemeinden gegliedert:
| Bürgermeisterei | Gemeinden (1885)                                                                                              |
| --------------- | --- |
| Enzen           | Enzen, Linzenich-Lövenich, Schwerfen, Ülpenich                                                                |
| Erp             | Dorweiler, Erp, Pingsheim                                                                                     |
| Euskirchen      | Euskirchen (Stadt)                                                                                            |
| Frauenberg      | Dürscheven, Elsig, Euenheim, Frauenberg                                                                       |
| Friesheim       | Borr, Friesheim, Niederberg                                                                                   |
| Gymnich         | Dirmerzheim, Gymnich                                                                                          |
| Kommern         | Kommern |
| Lechenich       | Lechenich |
| Liblar          | Bliesheim, Kierdorf, Liblar                                                                                   |
| Lommersum       | Lommersum |
| Nemmenich       | Bessenich, Nemmenich, Oberelvenich, Rövenich, Weiler auf der Ebene                                            |
| Satzvey         | Obergartzem, Satzvey-Firmenich, Wißkirchen                                                                    |
| Sinzenich       | Hoven-Floren, Langendorf, Merzenich, Sinzenich                                                                |
| Wachendorf      | Antweiler, Billig, Eschweiler, Kalkar, Lessenich-Rißdorf, Wachendorf, Weiler auf dem Berge, Weingarten-Rheder |
| Weilerswist     | Großvernich, Metternich, Weilerswist                                                                          |
| Wichterich      | Wichterich |
| Zülpich         | Zülpich (Stadt)                                                                                               |

Die Gemeinde Hoven-Floren wurde 1922 in die Stadt Zülpich eingemeindet. Wie in der gesamten Rheinprovinz wurden 1927 die Landbürgermeistereien des Kreises in Ämter überführt.

### Der Kreis Euskirchen von 1932 bis 1971
Am 1. Oktober 1932 wurde der Kreis Euskirchen zum ersten Mal deutlich vergrößert und umfasste nun eine Fläche von 586 km². Aus dem aufgelösten Kreis Rheinbach wurden die Stadt Münstereifel, das Amt Kuchenheim, das Amt Münstereifel-Land sowie die Gemeinden Esch, Müggenhausen und Straßfeld in den Kreis Euskirchen eingegliedert. Am 23. August 1946 wurde der Kreis ein Teil des neu gegründeten Bundeslandes Nordrhein-Westfalen. Seit 1953 wurde er Landkreis Euskirchen genannt. Die Gemeinde Esch wurde 1955 in Dom-Esch umbenannt und die Stadt Münstereifel heißt seit 1967 Bad Münstereifel. Der Landkreis gliederte sich 1968 in vier amtsfreie Gemeinden sowie elf Ämter mit insgesamt 67 amtsangehörigen Gemeinden und besaß die folgende Verwaltungsstruktur:
| Amt                      | Gemeinden (1968) |
| ------------------------ | --- |
| amtsfrei                 | Bad Münstereifel, Euskirchen, Kommern, Zülpich |
| Frauenberg               | Dürscheven, Elsig, Euenheim, Frauenberg |
| Friesheim                | Borr, Friesheim, Niederberg |
| Gymnich                  | Dirmerzheim, Gymnich |
| Kuchenheim               | Dom-Esch, Flamersheim, Großbüllesheim, Kirchheim, Kleinbüllesheim, Kuchenheim, Niederkastenholz, Palmersheim, Roitzheim, Schweinheim, Stotzheim, Straßfeld, Weidesheim, Wüschheim                         |
| Lechenich                | Dorweiler, Erp, Lechenich, Pingsheim |
| Liblar                   | Bliesheim, Kierdorf, Liblar |
| Münstereifel-Land        | Arloff, Effelsberg, Houverath, Iversheim, Mahlberg, Mutscheid, Rupperath, Schönau |
| Satzvey-Wachendorf-Enzen | Antweiler, Billig, Enzen, Eschweiler, Kalkar, Kreuzweingarten-Rheder, Lessenich-Rißdorf, Linzenich-Lövenich, Obergartzem, Satzvey-Firmenich, Schwerfen, Ülpenich, Wachendorf, Weiler am Berge, Wißkirchen |
| Sinzenich                | Langendorf, Merzenich, Sinzenich |
| Weilerswist-Lommersum    | Vernich, Lommersum, Metternich, Müggenhausen, Weilerswist |
| Zülpich-Land             | Bessenich, Nemmenich, Oberelvenich, Rövenich, Weiler in der Ebene, Wichterich |

Durch das Gesetz zur Neugliederung des Landkreises Euskirchen kam es 1969 zu einer umfassenden Gemeindereform, bei der auch alle Ämter des Kreises aufgelöst wurden:
- Zülpich wurde mit den Gemeinden der Ämter Sinzenich und Zülpich-Land sowie mit Dürscheven, Enzen, Linzenich-Lövenich und Ülpenich zu einer neuen Stadt Zülpich zusammengeschlossen.
- Die Gemeinden der Ämter Friesheim, Gymnich, Lechenich und Liblar sowie die Gemeinde Wissersheim aus dem Landkreis Düren wurden zur neuen Stadt Erftstadt zusammengeschlossen.
- Aus den Gemeinden des Amtes Weilerswist-Lommersum wurde eine neue Gemeinde Weilerswist gebildet.
- Euskirchen wurde mit den Gemeinden der Ämter Frauenberg (ohne Dürscheven) und Kuchenheim (ohne Straßfeld) sowie den Gemeinden Billig, Kreuzweingarten-Rheder und Wißkirchen zu einer neuen Stadt Euskirchen zusammengeschlossen.
- Bad Münstereifel, die Gemeinden des Amtes Münstereifel-Land, die Gemeinden Eschweiler und Kalkar sowie die Gemeinden Hohn und Nöthen aus dem Landkreis Schleiden wurden zu einer neuen Stadt Bad Münstereifel zusammengeschlossen.
- Die Gemeinden Antweiler, Kommern, Lessenich-Rißdorf, Obergartzem, Satzvey-Firmenich, Schwerfen, Wachendorf und Weiler am Berge wurden zur neuen Gemeinde Veytal zusammengeschlossen.
- Straßfeld kam zur Gemeinde Swisttal im Rhein-Sieg-Kreis und schied damit aus dem Kreis Euskirchen aus.

### Der Kreis Euskirchen seit 1972
Mit dem Aachen-Gesetz vom 14. Dezember 1971 wurden am 1. Januar 1972 der Kreis Euskirchen erneut vergrößert und umfasste nun eine Fläche von 1.383 km². Aus dem aufgelösten Kreis Schleiden wurden die Städte Schleiden und Mechernich sowie die Gemeinden Hellenthal, Kall, Nettersheim, Dahlem und Blankenheim in den Kreis Euskirchen eingegliedert. Gleichzeitig wurde die Gemeinde Veytal mit Ausnahme des Ortsteils Schwerfen, der zur Stadt Zülpich kam, in die Gemeinde (heute Stadt) Mechernich eingegliedert. Der Kreis schied aus dem Bezirk des Verwaltungsgerichts Köln aus und wurde dem Verwaltungsgericht Aachen zugeordnet.
Mit dem Köln-Gesetz vom 5. November 1974 erhielt der Kreis Euskirchen seinen heutigen Zuschnitt. Am 1. Januar 1975 wurde die Stadt Erftstadt aus dem Kreis Euskirchen zum größten Teil in den neu gegründeten Erftkreis (heute Rhein-Erft-Kreis) umgegliedert. Die Erftstadter Ortsteile Dorweiler, Pingsheim und Wissersheim kamen zur Gemeinde Nörvenich im Kreis Düren. Die Fläche des Kreises reduzierte sich auf 1.249 km².

### Einwohnerentwicklung
| Jahr | Einwohner |
| ---- | --------- |
| 1816 | 22.932    |
| 1828 | 25.909    |
| 1871 | 37.070    |
| 1880 | 39.989    |
| 1890 | 42.166    |
| 1900 | 45.928    |
| 1910 | 049.778   |

| Jahr | Einwohner |
| ---- | --------- |
| 1925 | 055.957   |
| 1939 | 075.877   |
| 1950 | 093.235   |
| 1960 | 100.800   |
| 1970 | 122.100   |
| 1980 | 157.300   |
| 1990 | 170.112   |

| Jahr | Einwohner |
| ---- | --------- |
| 2000 | 189.316   |
| 2010 | 190.962   |
| 2015 | 191.165   |
| 2018 | 192.814   |
| 2022 | 197.247   |

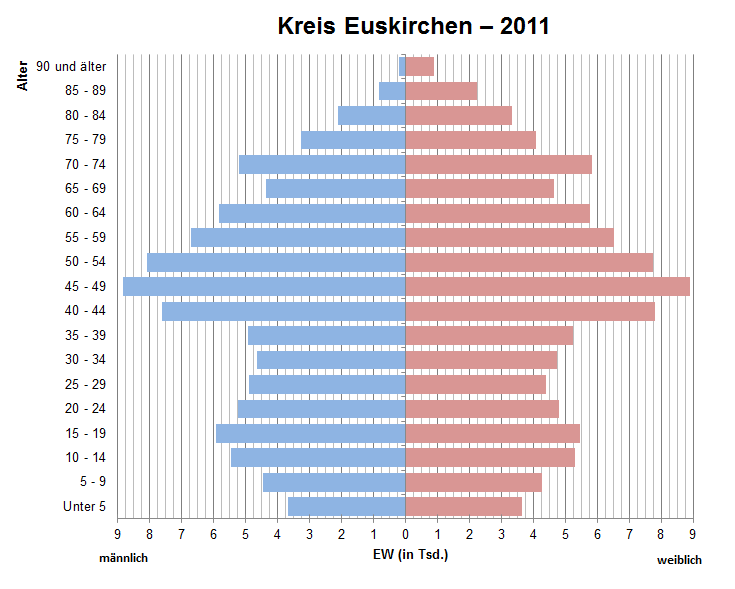
Bevölkerungspyramide für den Kreis Euskirchen (Datenquelle: Zensus 2011.)

Im Jahr 2023 gab es fast 2000 Kirchenaustritte (1 % der Gesamtbevölkerung). Im Jahr 2022 sind 2.730 Menschen im Kreis Euskirchen aus der Kirche ausgetreten.

## Politik

### Landrat
Landrat des Kreises Euskirchen ist seit der Kommunalwahl 2020 Markus Ramers (SPD). Der Vorgänger Günter Rosenke (CDU, seit 2009 parteilos) war zuletzt seit 1994 in vierter Amtszeit Landrat und hatte sein Amt seit 1999 hauptamtlich ausgeübt. Somit ist seit diesem Zeitpunkt der Landrat gleichzeitig Leiter der Kreisverwaltung und der Kreispolizeibehörde. Ramers wurde bei der Kommunalwahl am 27. September 2020 mit 60,4 % der gültigen Stimmen in einer Stichwahl zum ersten Mal zum Landrat gewählt.
Erster stellvertretender Landrat ist Leo Wolter (CDU), zweite stellvertretende Landrätin Christine Bär (SPD) und als allgemeiner Vertreter war zunächst Manfred Poth tätig. Nachdem dieser jedoch im Sommer 2021 in den Ruhestand getreten ist, übernahm Achim Blindert die Funktion des allgemeinen Vertreters.

### Ehemalige Landräte
- 1827–1830: Friedrich Wilhelm Bilefeldt
- 1830–1832: Hermann Müller (auftragsweise)
- 1832:–9999 Wilhelm von Ehrenberg (auftragsweise)
- 1832–1874: Johann Peter Schroeder
- 1874–1876: Bernhard von der Heydt (kommissarisch)
- 1876–1906: Joseph von Ayx
- 1906–1907: Karl von Hartmann-Krey (kommissarisch)
- 1907–1929: Karl Kaufmann
- 1914–1916: Viktor von Solemacher-Antweiler (vertretungsweise)
- 1916–1918: Günther Reitzenstein (vertretungsweise)
- 1929–1933: Paul Mertens
- 1933–1939: Helmut Groeger
- 1939–1941: Otto Erich Hansen
- 1941–1945: Ernst Bardenheuer
- 7. April 1945 – 29. Oktober 1945: Anton Metternich
- 29. Oktober 1945 – 30. Oktober 1946: Friedrich Kreusch
- 30. Oktober 1946 – 8. November 1948: Anton Metternich
- 8. November 1948 – 15. November 1956: Heinrich August Metzler, CDU
- 15. November 1956 – 1. Juli 1976: Rudi Blass, CDU
- 27. Oktober 1976 – 2. November 1994: Josef Linden, CDU
- 1994 – 31. Oktober 2020: Günter Rosenke, parteilos

### Oberkreisdirektoren
Von 1946 bis 1999 bestand eine Aufgabentrennung in der Führung des Kreises. Der Verwaltung stand der Oberkreisdirektor vor.
- 1946–1950: Paul Gerlach
- 1951–1957: Heinrich Martin Rütten
- 1957–1966: Hans Verbeek
- 1967–1973: Bernhard Disse
- 1973–1993: Karl-Heinz Decker
- 1993–1999: Ingo Wolf

### Kreistag
- Linke: 1
- SPD: 13
- Grüne: 8
- UWV: 3
- FDP: 4
- CDU: 21
- AfD: 4

Der Kreistag hat regulär 46 Mitglieder. Er vergrößerte sich aber bei der Kommunalwahl am 13. September 2020 durch Überhang- und Ausgleichsmandate auf 54 Sitze. Die Wahlbeteiligung betrug 56,01 %.
| Partei     | Stimmen | Prozent | Mandate |
| ---------- | ------- | ------- | ------- |
| CDU        | 34.171  | 38,46   | 21      |
| SPD        | 21.266  | 23,93   | 13      |
| Grüne      | 13.374  | 15,05   | 08      |
| FDP        | 07.013  | 07,89   | 04      |
| AfD        | 05.816  | 06,55   | 04      |
| UWV        | 04.370  | 04,92   | 03      |
| Linke      | 02.161  | 02,43   | 01      |
| Die Partei | 0685    | 00,77   | 0–      |

Die CDU (21 Sitze), FDP (4 Sitze) und UWV (3 Sitze) sind in der Wahlperiode 2020–2025 eine Koalition eingegangen und bilden somit die Kreistagsmehrheit. Die SPD (13 Sitze), die Grünen (8 Sitze), die AfD (4 Sitze) und die Linke (1 Sitz) bilden die Kreistagsminderheit.

### Wappen, Dienstsiegel und Banner
Der Regierungspräsident Köln hat am 31. Oktober 1973 dem Kreis Euskirchen das folgende Wappen genehmigt:
| Wappen von Kreis Euskirchen | Blasonierung: „Geviert; in Feld 1 in Rot drei zwei zu eins gestellte goldene (gelbe) Rosen; in Feld 2 in Gold (Gelb) ein rot bewehrter und bezungter schwarzer Löwe; in Feld 3 in Silber (Weiß) ein durchgehendes schwarzes Balkenkreuz; in Feld 4 in Rot ein dreizackiger goldener (gelber) Zickzackbalken.“   |
| Wappen von Kreis Euskirchen | Wappenbegründung: Das Wappen ist eine abgeänderte Form des Wappens des Altkreises Schleiden. Es zeigt in Feld 1 das Wappen des Herzogtums Arenberg, in Feld 2 das Wappen des Herzogtums Jülich, in Feld 3 das kurkölnische Wappen und in Feld 4 das Wappen der Grafschaft Manderscheid in verwechselten Farben. |

Der Kreis führt Dienstsiegel, die in der Umschrift oben „Kreis“ und unten „Euskirchen“ sowie im Siegelrund das Kreiswappen zeigen.
Der Kreis führt ein Banner. Es ist Rot-Gold (Gelb) im Verhältnis 1:1 längsgestreift, mit dem Wappenschild im quadratischen silbernen (weißen) Bannerhaupt.
Darüber hinaus verwendet der Kreis Euskirchen folgendes Logo: Das Wort „Kreis“ in grauer Schrift steht über dem ebenfalls grauen, jedoch stärker gesetzten Wort „Euskirchen“ (in Versalien) Rechts daneben befindet sich ein stilisiertes, türkisfarbenes Linienmotiv aus vier gestapelten, gezackten Linien, das das Kreishaus symbolisiert.

## Kultur und Sehenswürdigkeiten
Siehe: Liste der Museen im Kreis Euskirchen

### Jüdische Friedhöfe
Für den Kreis Euskirchen sind 27 Jüdische Friedhöfe dokumentiert: in Bad Münstereifel (3), in Euskirchen (10), in Hellenthal (2), in Kall (1), in Mechernich (5), in Schleiden (2), in Weilerswist (2) und in Zülpich (2). Es sind schützenswerte Kulturdenkmäler – steinerne Zeugen für ehemals existierende jüdische Gemeinden und eines regen jüdischen Gemeindelebens bis in die 1930er Jahre.

### Bauwerke
Im westlichen Teil des Kreisgebietes, insbesondere am Verlauf der Grenze zu Belgien, befinden sich bedeutende Ruinen und erhaltene Anlagen des ehemaligen Westwalles.
Im Stadtgebiet von Bad Münstereifel gibt es zwei Radioteleskope zu bewundern. Den 25-m-Astropeiler auf dem Stockert (Berg), das erste Radioteleskop Deutschlands und seit 1999 Industriedenkmal. Das Radioteleskop Effelsberg, mit 100 m Durchmesser das größte vollbewegliche Radioteleskop Europas und das zweitgrößte weltweit.
Im Norden des Stadtgebietes Schleiden befindet sich die NS-Ordensburg Vogelsang, die neben dem ehemaligen Reichsparteitagsgelände in Nürnberg oder dem Seebad Prora auf Rügen eines der größten Bauensembles aus der Zeit des Nationalsozialismus darstellt.

## Wirtschaft und Infrastruktur
Im Zukunftsatlas 2016 belegte der Landkreis Euskirchen Platz 274 von 402 Landkreisen, Kommunalverbänden und kreisfreien Städten in Deutschland und zählt damit zu den Regionen mit „ausgeglichenem Chancen-Risiko Mix“ für die Zukunft.

### Verkehr

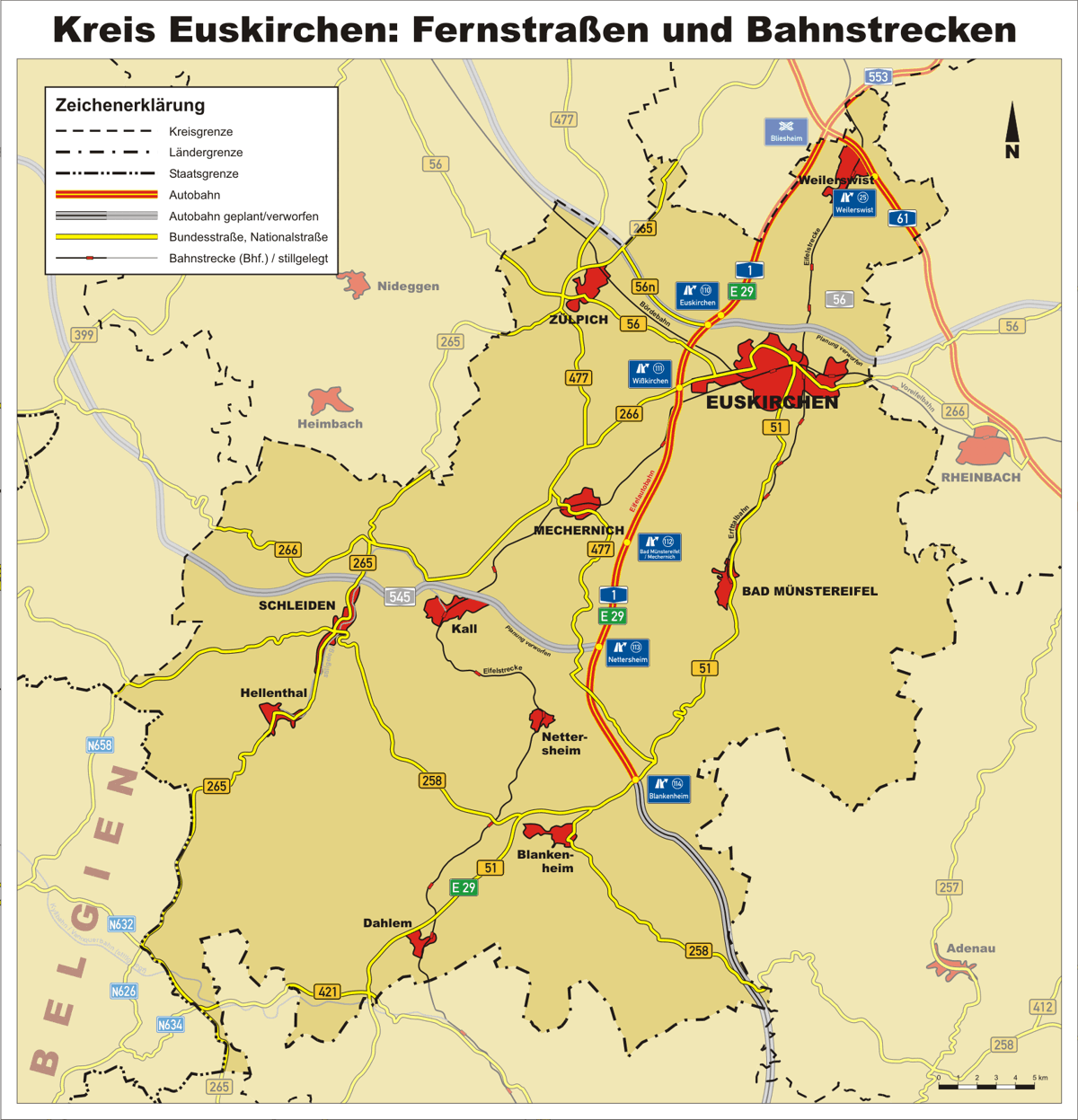
Fernstraßen und Bahnstrecken im Kreis Euskirchen

#### Schienenverkehr
Die Erschließung mit Bahnlinien begann 1864, als die Rheinische Eisenbahn-Gesellschaft eine Strecke von Düren zur Kreisstadt Euskirchen eröffnete. Von hier wurde die Trasse zwischen 1865 und 1870 weiter in die Eifel hineingeführt, während die direkte Verbindung von Köln her erst 1875 fertiggestellt war.
Die Preußische Staatsbahn erbaute vom Knoten Euskirchen ferner Bahnen nach Bonn (1880) und Bad Münstereifel (1890). Außerdem gingen von der Eifelstrecke noch folgende Zweigbahnen ab:
- 1884: Kall – Hellenthal
- 1912: Jünkerath – Losheim – Weywertz und
- 1912/13: Blankenheim Wald – Ahrdorf – Dümpelfeld mit Anschluss Ahrdorf – Lissendorf

Die Euskirchener Kreisbahnen erschlossen 1895 einige abseits der Hauptlinien gelegene Gegenden durch die Schmalspurbahnen Euskirchen – Mülheim-Wichterich – Liblar und Mülheim-Wichterich – Zülpich – Satzvey – Arloff.
In Zülpich Stadt bestand seit 1909/11 Anschluss an die Strecke Düren – Zülpich – Embken der Dürener Kreisbahn.
Die Eisenbahnen umfassten schließlich ein Netz von 214 km Länge. Davon sind für den Personenverkehr heute nur noch 84 km übrig geblieben, nachdem zahlreiche (Neben-)Strecken stillgelegt wurden.
Heute stellt die Stadt Euskirchen mit ihrem Bahnhof den zentralen Schienenverkehrsknoten im Kreisgebiet dar. Hier treffen sich die folgenden Strecken:
- Bördebahn (Euskirchen – Zülpich – Düren)
- Voreifelbahn (KBS 475, Euskirchen – Meckenheim – Bonn)
- Eifelstrecke (KBS 474, Köln – Weilerswist – Euskirchen – Mechernich – Kall – Nettersheim – Blankenheim (Wald) – Dahlem – Trier)
- Erfttalbahn (KBS 475, Euskirchen – Bad Münstereifel)

Zusätzlich findet auf der Oleftalbahn Kall – Schleiden – Hellenthal an Sonn- und Feiertagen ein Museumsbahnverkehr statt.

#### ÖPNV

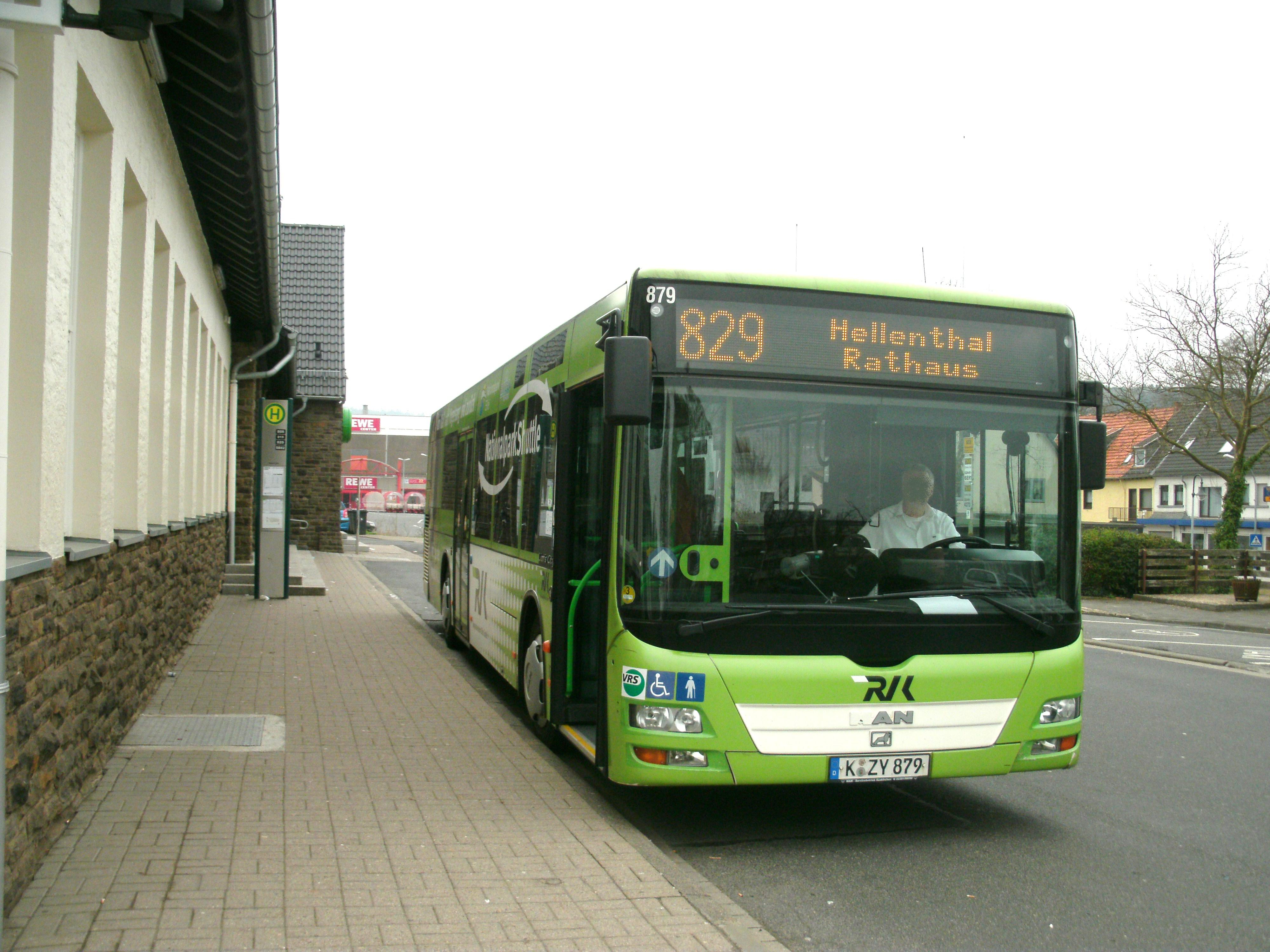
Linienbus der RVK am Bahnhof Kall

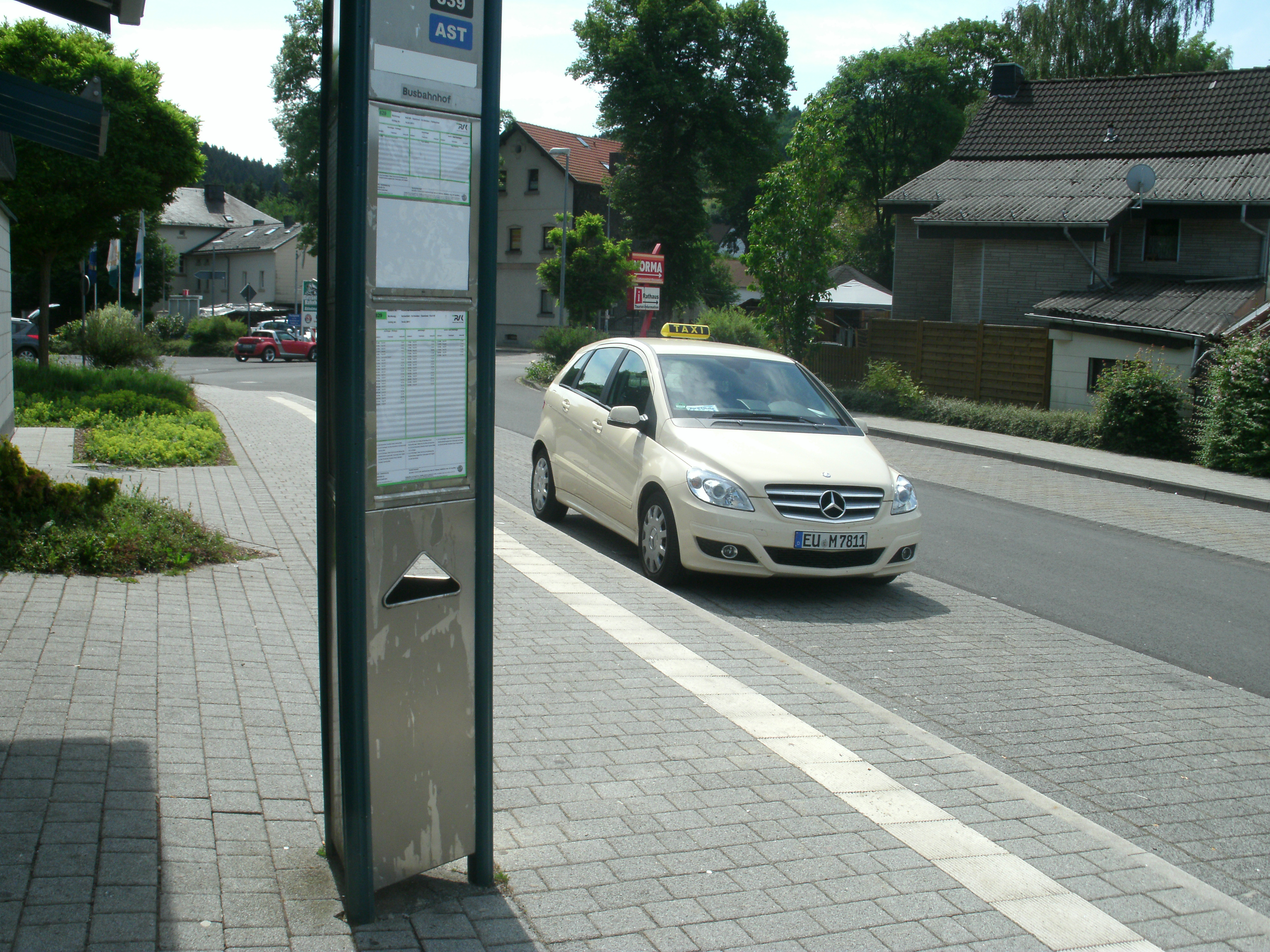
TaxiBusPlus der Regionalverkehr Köln am Busbahnhof Hellenthal

Der Kreis Euskirchen ist Mitglied im Verkehrsverbund Rhein-Sieg (VRS), der ÖPNV wird von folgenden Verkehrsunternehmen durchgeführt:
- Regionalverkehr Köln GmbH
- Busverkehr Rheinland (BVR)
- Karl Schäfer Omnibusreisen GmbH
- Stadtverkehr Euskirchen GmbH (SVE)

Konzessionsinhaber und Aufgabenträger ist dabei die
- Kreisverkehrsgesellschaft Euskirchen (KVE)

Seit dem 7. Januar 2002 wird ein Großteil des ÖPNV abseits dichter besiedelter Gebiete (wie der Stadt Euskirchen und dem Schleidener Tal) als TaxiBus durchgeführt. Dabei werden die Linien mit Taxen im Stundentakt bedient, allerdings muss sich der Fahrgast spätestens 30 Minuten, bei Schäfer Reisen 60 Minuten, vor der planmäßigen Abfahrt telefonisch anmelden. Nachdem für den TaxiBus anfangs nur der normale Fahrpreis (VRS-Tarif) entrichtet werden musste, wird seit einigen Jahren zusätzlich ein geringer Zuschlag erhoben. Seither wird der TaxiBus im Kreis Euskirchen unter dem Namen TaxiBusPlus vermarktet.
Auf nachfragestarken Fahrten wie in der Hauptverkehrszeit kommen weiterhin normale Omnibusse zum Einsatz, im Schülerverkehr ergänzt durch spezielle „Schulbuslinien“.

#### Straßen
Die wichtigste Straßenverbindung im Kreis Euskirchen und für einen Großteil der Eifel ist die A 1. Die so genannte Eifelautobahn entstand ab 1977 mit dem 16,9 km langen Teilstück vom Autobahnkreuz Bliesheim über die Anschlussstelle Euskirchen (110) bis nach Wißkirchen (111). 1981 wurde der 8,5 km lange Abschnitt bis Bad Münstereifel/Mechernich (112) fertiggestellt und im folgenden Jahr die restlichen 13,4 km mit Anschluss bei Nettersheim (113) bis zum derzeitigen Autobahnende bei Blankenheim (114). Das fehlende Teilstück bis zum südlichen Abschnitt der A 1 bei Daun wird im Bundesverkehrswegeplan 2003 als vordringlicher Bedarf geführt, so dass mit der Weiterführung gerechnet werden kann. Im Norden des Kreisgebietes verläuft seit 1970 außerdem die A 61 mit der Anschlussstelle Weilerswist (25).
In den 1970er Jahren wurden zwei weitere Autobahnen im Kreisgebiet geplant. Die A 545 sollte von Aachen über Schleiden und Kall bis zur A 1 bei Nettersheim führen. Bis in die 1990er Jahre gab es Planungen für die A 56 von der niederländischen Grenze bei Heinsberg über Düren, Zülpich, Euskirchen bis nach Bonn. Bei Euskirchen wurden dafür bereits umfangreiche Vorleistungen erbracht, wie z. B. das Autobahnkreuz Euskirchen, das heute Teil der gleichnamigen Doppelanschlussstelle ist.
Durch das Kreisgebiet verlaufen auch zahlreiche Bundesstraßen. Die wichtigste die die B 51, die in Euskirchen sowie im südlichen Bereich ab Blankenheim stark befahren ist, da sie dort den Verkehr der nicht fertiggestellten A 1 aufnehmen muss. Die B 56 ist zwischen Zülpich und Euskirchen auf der Trasse der geplanten A 56 als Kraftfahrstraße ausgebaut und soll als nördliche Ortsumfahrung von Euskirchen verlängert werden. Die B 258 verläuft von Mayen über Blankenheim und Schleiden durch den Nationalpark Eifel bis nach Aachen. Ebenso durch den Nationalpark führen die B 265 von Köln über Zülpich, Schleiden und Hellenthal bis nach Prüm, die etwa 28 km entlang der Grenze zu Belgien verläuft, sowie die B 266 von Simmerath über Schleiden, Mechernich und Euskirchen bis Linz am Rhein. Beim Hellenthaler Ortsteil Losheim beginnt die B 421, die anfangs mehrfach die Grenze zwischen Nordrhein-Westfalen und Rheinland-Pfalz überquert und bis nach Kirn im Landkreis Bad Kreuznach in Rheinland-Pfalz führt. Die in Neuss beginnende B 477 führt im Kreisgebiet über Zülpich bis Mechernich, wo sie an der A 1 Anschlussstelle 112 endet.

### Unternehmen
Die Unternehmensstruktur ist mittelständisch geprägt. Größere Unternehmen mit Sitz im Kreis sind Nestlé Purina PetCare in Euskirchen, die Peter Greven Gruppe in Iversheim, Papstar in Kall und die Schoeller Werke in Hellenthal. Große Unternehmen mit Standorten im Kreis Euskirchen sind unter anderem Miele, Pfeifer & Langen und Procter & Gamble in Euskirchen, Albis Distribution in Zülpich sowie Eaton Industries in Zingsheim.
Der Nordosten des Kreises mit verkehrsgünstiger Lage an den Autobahnen 1 und 61 ist bedeutender Logistikstandort mit Logistikzentren von dm, DSV und Galeria in Weilerswist, sowie von DHL und Schenker in Euskirchen.

## Kfz-Kennzeichen
Am 1. Juli 1956 wurde dem Landkreis Euskirchen bei der Einführung der bis heute gültigen Kfz-Kennzeichen das Unterscheidungszeichen EU zugewiesen.
Bis in die 1990er Jahre erhielten Fahrzeuge aus dem Altkreis Schleiden Kennzeichen mit den Buchstabenpaaren DA bis EZ und den Zahlen von 100 bis 999.
Es wird durchgängig bis heute ausgegeben. Seit dem 20. Februar 2013 ist in Zusammenhang mit der Kennzeichenliberalisierung auch das Unterscheidungszeichen SLE (Schleiden) erhältlich.

## Sonstiges
- Die Sagenwelt des Kreises Euskirchen ist bevölkert von zahlreichen Werwölfen u. a. eine Erinnerung an die zahlreichen Wolfsrudel, die bis zum Beginn des 19. Jahrhunderts das Gebiet zwischen Eifel und Erft heimsuchten.
- Sparkasse siehe Kreissparkasse Euskirchen
- Im Rahmen der Hochwasserkatastrophe im Juli 2021 wurden auch einige Ortschaften der 11 Städte und Gemeinden zum Teil schwer überflutet[27] und mindestens 26 Menschen wurden getötet.[28]